# Березовец, Дмитрий Тарасович
Дми́трий Тара́сович Березове́ц (18 марта 1910, Новоград-Волынский, Волынская губерния — 29 мая 1970, Киев) — советский археолог, кандидат исторических наук. Специалист по древностям черняховской культуры и восточных славян второй половины 1-го тысячелетия н. э. Первооткрыватель волынцевской и пеньковской археологических культур.

## Биография
Начало археологической деятельности Д. Т. Березовца (тогда учителя сельской школы) связано с участием в раскопках Райковецкого городища (1929—1930 годы). В дальнейшем работал лаборантом Бердичевского музея.
24 декабря 1932 года через Глуховский районный военный комиссариат поступил на военную службу, обучался в Ульяновском танковом училище. С началом Великой Отечественной войны — в действующей армии служил в 198-й танковой бригаде, капитан, Заместитель начальника штаба по оперативной работе. Попал в плен к немцам во время тяжёлых оборонительных боев Красной армии в мае 1942 года, в период Харьковской операции. Находясь в фашистском концлагере, возглавил группу сопротивления. После освобождения из плена служил в ВС Союза ССР, уволен с военной службы в декабре 1945 года. Становится научным сотрудником Института археологии АН УССР.
С 1947 года до середины 1960 годов вёл раскопки археологического комплекса близ села Волынцева на Путивльщине, ставшего опорным памятником для характеристики особой археологической культуры ранних славян Днепровского Левобережья — волынцевской (второй половины VIII века, времени выплаты полянами, северянами, радимичами и вятичами дани хазарам).
В 1956—1959 годах изучал поселение VI—VIII веков у села Пеньковки Кировоградской области. Этот памятник, в свою очередь, сыграл ключевую роль в атрибуции новой для археологов культуры — пеньковской, соотнесённой впоследствии с антами античных источников. Открыв волынцевскую и пеньковскую культуры и проделав первый опыт по их истолкованию, Березовец положил начало историческому объяснению в то время наиболее тёмных для советских археологов отрезков развития Левобережного региона VII—VIII веков.
Диссертация Березовца посвящена интерпретации племенного союза северян, соотносящимся с роменской археологической культурой. В последние годы жизни учёный занимался изучением памятников салтовской культуры (археологической основы Хазарии).
Таким образом, трудами Березовца выведено на новый уровень изучение процессов исторического развития Днепровского Левобережья в предгосударственный период последней трети 1-го тысячелетия н. э. В настоящее время эту историко-археологическую тематику применительно к Посеймью и Попселью разрабатывают ряд археологов, начиная с А. М. Обломского (Москва) и О. А. Щегловой (Санкт-Петербург).

## Основные работы
- Харiвський скарб (VII—VIII вв.) (укр.) // Археологiя  / відп. ред. П. П. Єфименко. — Київ: Вид-во АН УРСР, 1952. — Т. VI. — С. 109—119. Архивировано 17 апреля 2023 года.
- Розвідка у верхів’ях р. Південного Бугу (укр.) // Археологічні пам’ятки УРСР  / відп. ред. П. П. Єфименко. — Київ: Вид-во АН УРСР, 1952. — Т. III. — С. 207—219. Архивировано 27 апреля 2023 года.
- Дослідження на території Путивльського району Сумської області (укр.) // Археологічні пам’ятки УРСР  / відп. ред. П. П. Єфименко. — Київ: Вид-во АН УРСР, 1952. — Т. III. — С. 242—250. Архивировано 27 апреля 2023 года.
- Археологические памятники летописных северян // Краткие сообщения Института археологии  / отв. ред. П. П. Ефименко. — Киев: Изд-во АН УССР, 1953. — Вып. 2. — С. 25—26. Архивировано 17 апреля 2023 года.
- До питання про лiтописних сiверян (укр.) // Археологія  / відп. ред. П. П. Єфименко. — Київ: Вид-во АН УРСР, 1953. — Т. VIII. — С. 28—44. Архивировано 17 апреля 2023 года.
- Дослiдження слов'янських пам'яток на Сейме в 1949—1950 рр. (укр.) // Археологічні пам’ятки УРСР  / відп. ред. С. М. Бібіков. — Київ: Вид-во АН УРСР, 1955. — Т. V. — С. 49—66. Архивировано 25 апреля 2023 года.
- Лохвицкий могильник // Краткие сообщения Института археологии  / отв. ред. С. Н. Бибиков. — Киев: Изд-во АН УССР, 1957. — Вып. 7. — С. 89—90. Архивировано 31 марта 2023 года.
- Рисунки на челюсти быка // Советская археология. — 1958. — № 4. — С. 194—196.
- Розкопки курганного могильника епохи бронзи та скіфського часу в с. Кут (укр.) // Археологічні пам’ятки УРСР  / відп. ред. С. М. Бібіков. — Київ: Вид-во АН УРСР, 1960. — Т. IX. — С. 39—87. Архивировано 6 августа 2016 года.
- Березовець Д. Т., Покровська Є. Ф., Фурманська А. І. Кургани епохи бронзи поблизу с. Мар'янського (укр.) // Археологічні пам’ятки УРСР  / відп. ред. С. М. Бібіков. — Київ: Вид-во АН УРСР, 1960. — Т. IX. — С. 102—126. Архивировано 6 августа 2016 года.
- Березовец Д. Т., Петров В. П. Лохвицкий могильник // Черняховская культура. — М.: Изд-во АН СССР, 1960. — С. 84—99.
- Березовець Д. Т., Березанська С. С. Поселення і могильник епохи бронзи біля с. Нижній Рогачик (укр.) // Археологічні пам’ятки УРСР  / відп. ред. С. М. Бібіков. — Київ: Вид-во АН УРСР, 1961. — Т. X. — С. 40—45. Архивировано 6 августа 2016 года.
- Курганний могильник в с. Грушівка (укр.) // Археологічні пам’ятки УРСР  / відп. ред. С. М. Бібіков. — Київ: Вид-во АН УРСР, 1961. — Т. X. — С. 56—63. Архивировано 6 августа 2016 года.
- Раскопки в Верхнем Салтове 1959—1960 гг. (Печенежское водохранилище) // Краткие сообщения Института археологии  / отв. ред. С. Н. Бибиков. — Киев: Изд-во АН УССР, 1962. — Вып. 12. — С. 18—22. Архивировано 20 апреля 2023 года.
- Поселения уличей на р. Тясмине // Славяне накануне образования Киевской Руси / отв. ред. Б. А. Рыбаков. — М.: Изд-во АН СССР, 1963. — С. 145—208.
- О датировке черняховской культуры // Советская археология. — 1963. — № 3. — С. 97—111.
- Слов’яни i племена салтiвскоi культури (укр.) // Археологiя  / відп. ред. С. М. Бібіков. — Київ: Наукова думка, 1965. — Т. XIX. — С. 47—67. Архивировано 17 апреля 2023 года.
- Бидзиля В. И., Березовец Д. Т., Пачкова С. П. Закарпатский металлургический центр раннего железного века // Археологические исследования на Украине в 1965—1966 гг.  / отв. ред. П. П. Толочко. — Киев: Наукова думка, 1967. — С. 152—156. Архивировано 20 апреля 2023 года.
- Новые раскопки в с. Волынцево // Археологические исследования на Украине в 1965—1966 гг.  / отв. ред. П. П. Толочко. — Киев: Наукова думка, 1967. — С. 166—169. Архивировано 20 апреля 2023 года.
- Черняховская культура и культура славянских племён VI—VIII вв. // Краткие сообщения Института археологии / отв. ред. И. Т. Кругликова. — Вып. 121. — М.: Наука, 1970. — С. 15—17.
- Про ім'я носіїв салтівської культури (укр.) // Археологія  / відп. ред. С. М. Бібіков. — Київ: Наукова думка, 1970. — Т. XXIV. — С. 59—74. Архивировано 17 апреля 2023 года.
- Пам'ятки гирла р. Тясмин (пеньківський тип) (укр.) // Археологiя Українськой РСР  / відп. ред. В. Й. Довженок. — Київ: Наукова думка, 1975. — Т. 3. — С. 96—102. Архивировано 10 февраля 2025 года.
- Лівобережжя Дніпра (пам'ятки волинцівського та роменського типів) (укр.) // Археологiя Українськой РСР  / відп. ред. В. Й. Довженок. — Київ: Наукова думка, 1975. — Т. 3. — С. 136—150. Архивировано 10 февраля 2025 года.
- Салтiвська культура (укр.) // Археологiя Українськой РСР  / відп. ред. В. Й. Довженок. — Київ: Наукова думка, 1975. — Т. 3. — С. 421—435. Архивировано 10 февраля 2025 года.
- Русы в Поднепровье // Полтавський археологічний збірник — 1999 (до 1100-ліття м. Полтави за результатами археологічних досліджень)  / відп. ред. О. Б. Супруненко. — Полтава: Археологія, 1999. — С. 321—350. Архивировано 19 мая 2024 года.
- Щоденник археологічних розвідок на Путивльщині у 1947 р. (укр.) // Сумська старовина  / гол. ред. В. Б. Звагельський[укр.]. — Суми: Сумський державний університет, 2013. — Вип. XL. — С. 171—176. Архивировано 13 мая 2022 года.